# Manoir de Cléronde
Le manoir de Cléronde est une demeure, du XVIIe siècle, restauré à la fin du XIXe siècle, qui se dresse, dans le Bessin, sur le territoire de la commune française de Blay dans le département du Calvados, en région Normandie. L'édifice est inscrit au titre des monuments historiques.

## Localisation
Le manoir est situé, près de la limite de Mosles, au cœur d'herbages, à l'orée du bois de Gruchy, au pied de l'étang de Cléronde, à 2,8 kilomètres au nord de l'église Saint-Pierre de Blay, dans le département français du Calvados.

## Historique
Renée de Fromont, sieur de Cléronde, le constructeur du manoir occupa une importante charge. Les Fromont, dont beaucoup furent juristes au Parlement de Rouen, étaient en possession des terres de Cléronde depuis le milieu du XVe siècle.
En 1792, Philippe de Fromont vend le domaine avant d'émigrer. L'ensemble passe de mains en mains dont celles du baron Maurice Gérard, grand mécène, petit-neveu du peintre François Gérard, dans la seconde moitié du XIXe siècle.
Lors de la bataille de Normandie, en 1944, le manoir a beaucoup souffert. Le manoir fut le témoin d'une grande bataille le 8 juin 1944 dans le bois de Gruchy limitrophe. La cheminée ouest de l'aile nord du manoir reçut un obus ce même jour et fut détruite[réf. nécessaire].

## Description
Construit au milieu du XVIIe siècle, dès 1639, dans le style Louis XIII, et restauré à la fin du XIXe siècle par le baron Maurice Gérard, Cléronde se compose d'un corps central édifié sur deux niveaux flanqué de deux pavillons d'importance inégale. Le pavillon sud est de même architecture et de même hauteur que le corps principal. Le pavillon-tourelle nord, dans lequel figure la date de 1639, et dans lequel prend place un escalier monumental, est nettement plus large et plus haut. À noter la porte de ce pavillon-tourelle avec ses armoiries sculptées sur le fronton. Les autres portes sont encadrées de piédroits moulurés et surmontées d'un fronton triangulaire sculpté. Une petite échauguette en encorbellement orne l'angle sud. Le toit en ardoise, qui repose sur une corniche à modillons est sur lequel se dressent plusieurs lucarnes est surmonté par de nombreuses grandes cheminées, se couvre d'épis de faîtage en céramique, hérissés de fer de lance. Le logis s'éclaire quant à lui par de nombreuses fenêtres.
À l'intérieur, une grande cheminée peinte à fresque et monogrammée « CF et DR », retient l'attention. Elle présente, sur son manteau, une femme parée devant un magistrat qui la repousse accompagnée de la phrase « Vade retro ».
Les bâtiments qui limitent, avec le manoir, la cour intérieure, regroupent l'ensemble des communs autrefois nécessaires à l'exploitation agricole. Il subsiste le haras et sur le bâtiment qui semble le plus ancien, un colombier de comble, dont les trous de boulins forment une frise.
Sur le toit d'une des tourelles, on peut voir la silhouette d'un personnage revêtu d'une armure et culotte bouffante surnommé « M. de Cléronde ».

## Protection
Le manoir est inscrit au titre des monuments historiques par arrêté du 15 janvier 1929.